# Charles-Édouard Hocquard
Charles-Édouard Hocquard est un médecin militaire, photographe et explorateur français né en 1853 à Nancy et mort en 1911 à Lyon. Il est surtout connu pour ses photographies d'Indochine et de Madagascar.

## Biographie
Charles-Édouard Hocquard a fait ses études de médecine militaire au Val-de-Grâce (Paris) et se passionne rapidement pour la photographie. Il étudie sous la direction de photographes reconnus et publie en collaboration avec d'autres médecins un traité intitulé Iconographie photographique appliquée à l'ophtalmologie en 1881.
Il est volontaire pour le corps expéditionnaire du Tonkin et embarque en 1883 comme médecin-major de deuxième classe des ambulances. Il explore alors l'Indochine depuis la frontière chinoise jusqu'au delta de Saigon. Il a officiellement la mission, outre son travail de médecin, d'être topographe photographe. 
Il photographie la société vietnamienne : paysans, artisans, lettrés, etc. Il se déplace avec son matériel photographique en compagnie du peintre de la Marine Gaston Roullet. 
Rentré en France, il présente ses photographies (cent dix-sept contretypes) à l'Exposition universelle d'Anvers en 1885 et y remporte la médaille d'or. Il a quelques difficultés avec sa hiérarchie, mais celle-ci lui permet tout de même de publier ses notes, appelées Trente mois au Tonkin, dans la revue Le Tour du monde entre 1889 et 1891. 
Il voyage aux Comores. Il embarque pour Madagascar en décembre 1894, lors de l'expédition de conquête de la Grande Ile. Fin 1894, il est chargé de trouver à Madagascar un endroit d’implantation pour le sanatorium destiné à accueillir les malades du corps expéditionnaire. Il est le médecin-chef de la colonne volante d’Andriba à Tananarive. En 1897, il publie un livre de notes et de photographies sur la campagne de Madagascar : L'Expédition de Madagascar, journal de campagne.
Il meurt de la grippe en 1911 à Lyon, où il était devenu directeur du service de santé militaire. 

## Galerie photographique

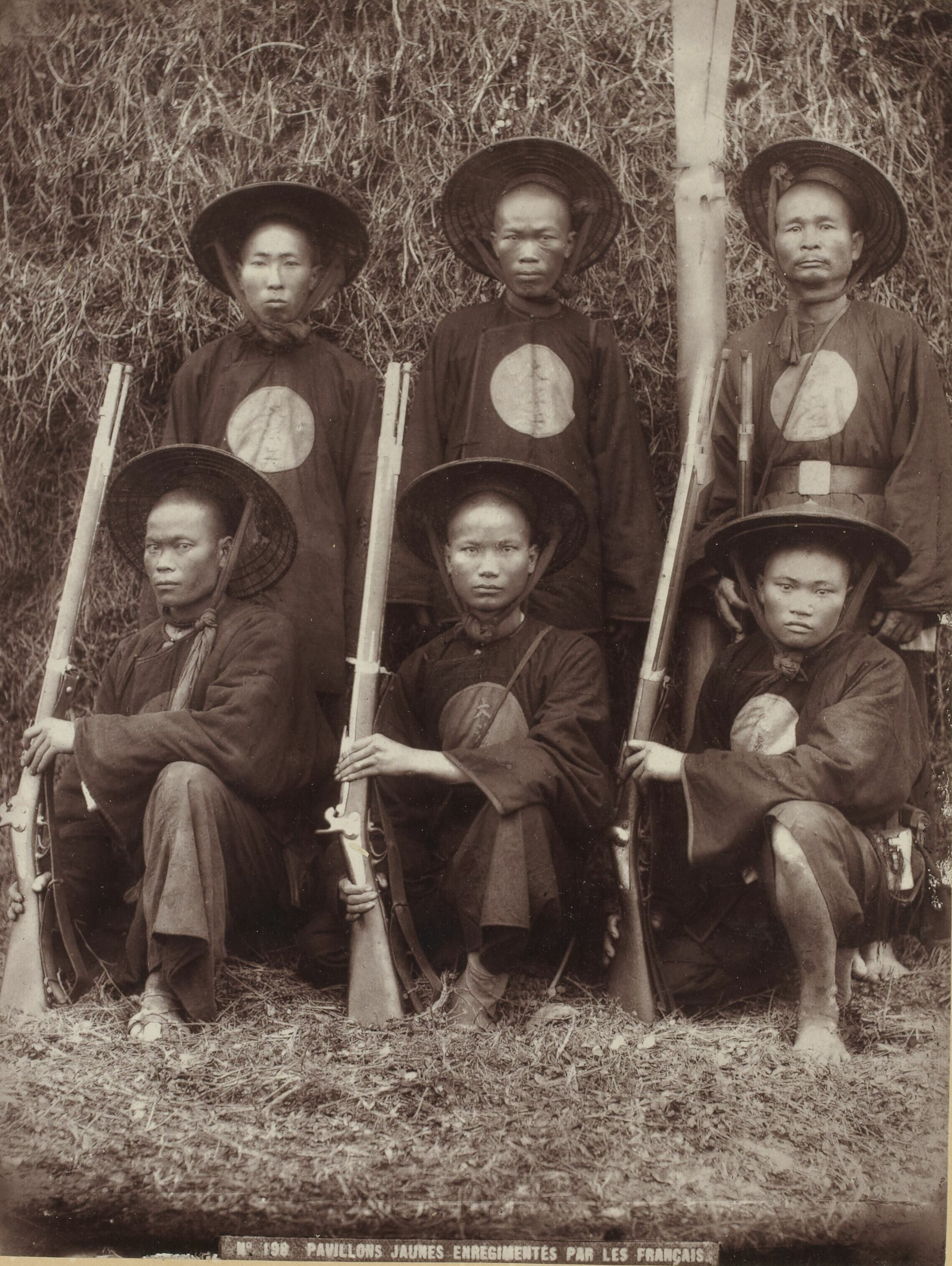
Pavillons Jaunes enrégimentés par les Français, 1883-1886
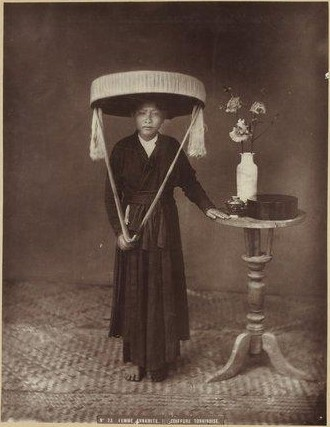
Femme annamite. Coiffure tonkinoise, 1883-1886
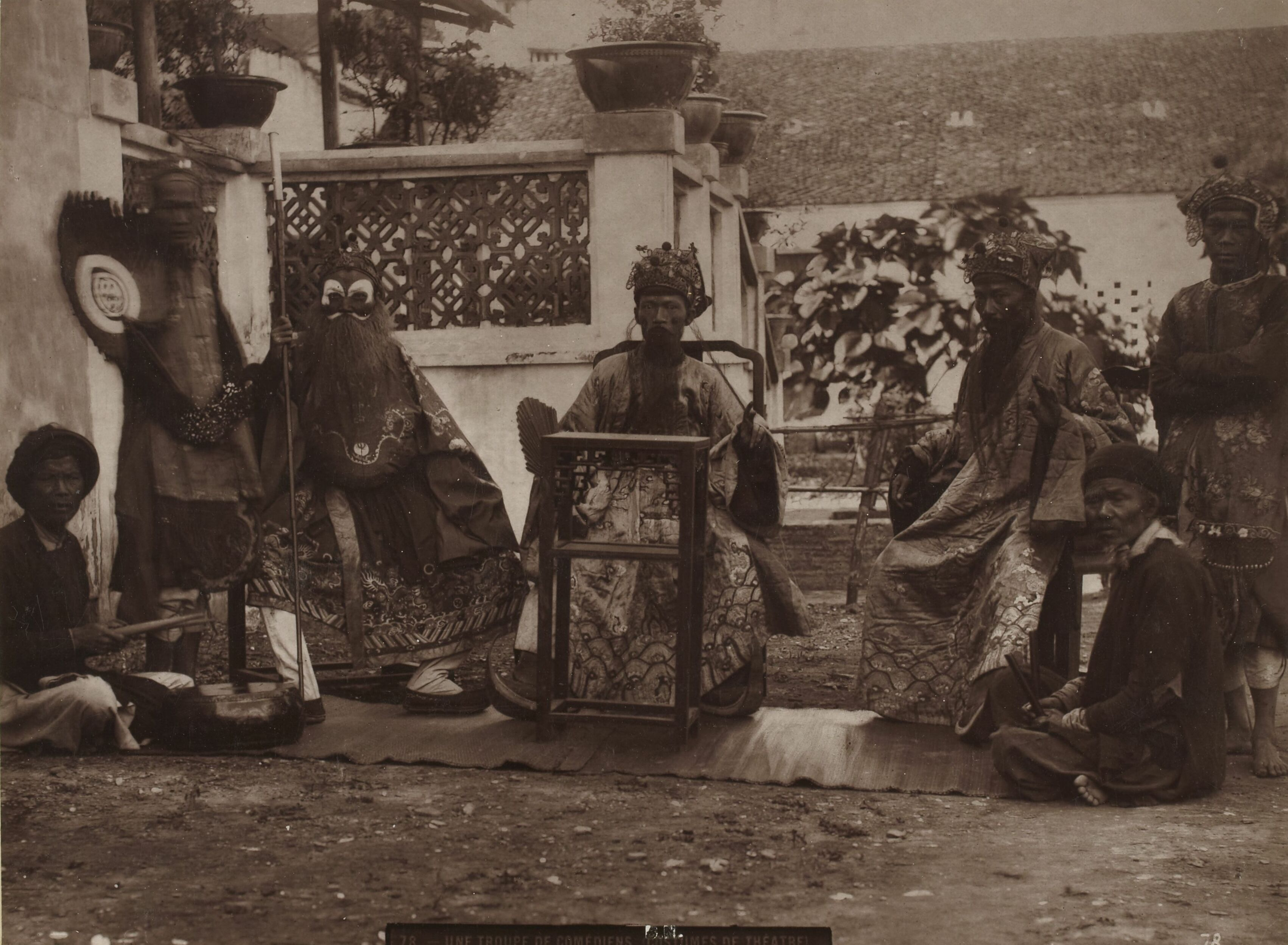
Une troupe de comédiens. Costumes de théâtre, 1883-1886
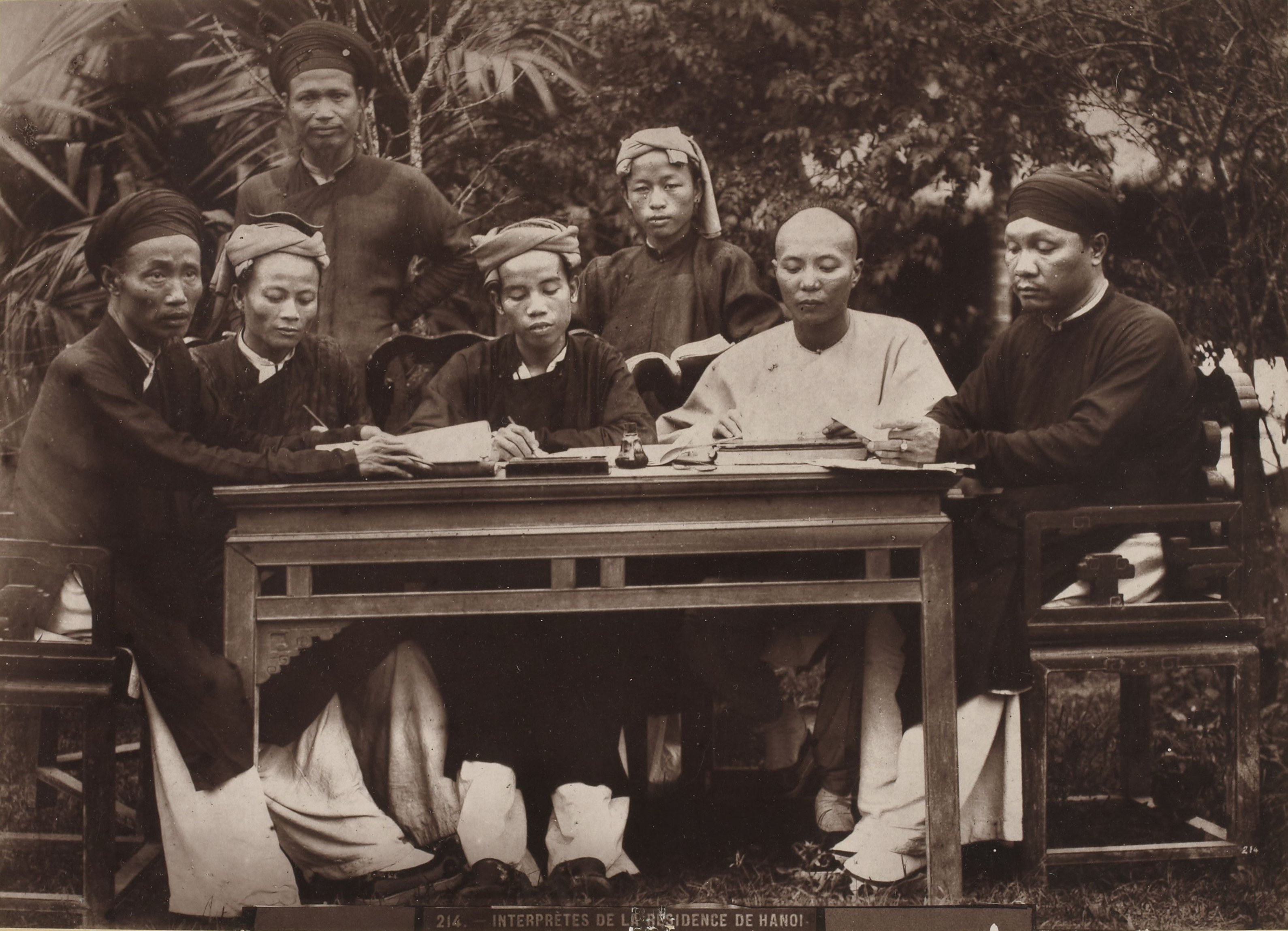
Interprètes de la résidence de Hanoi, 1883-1886
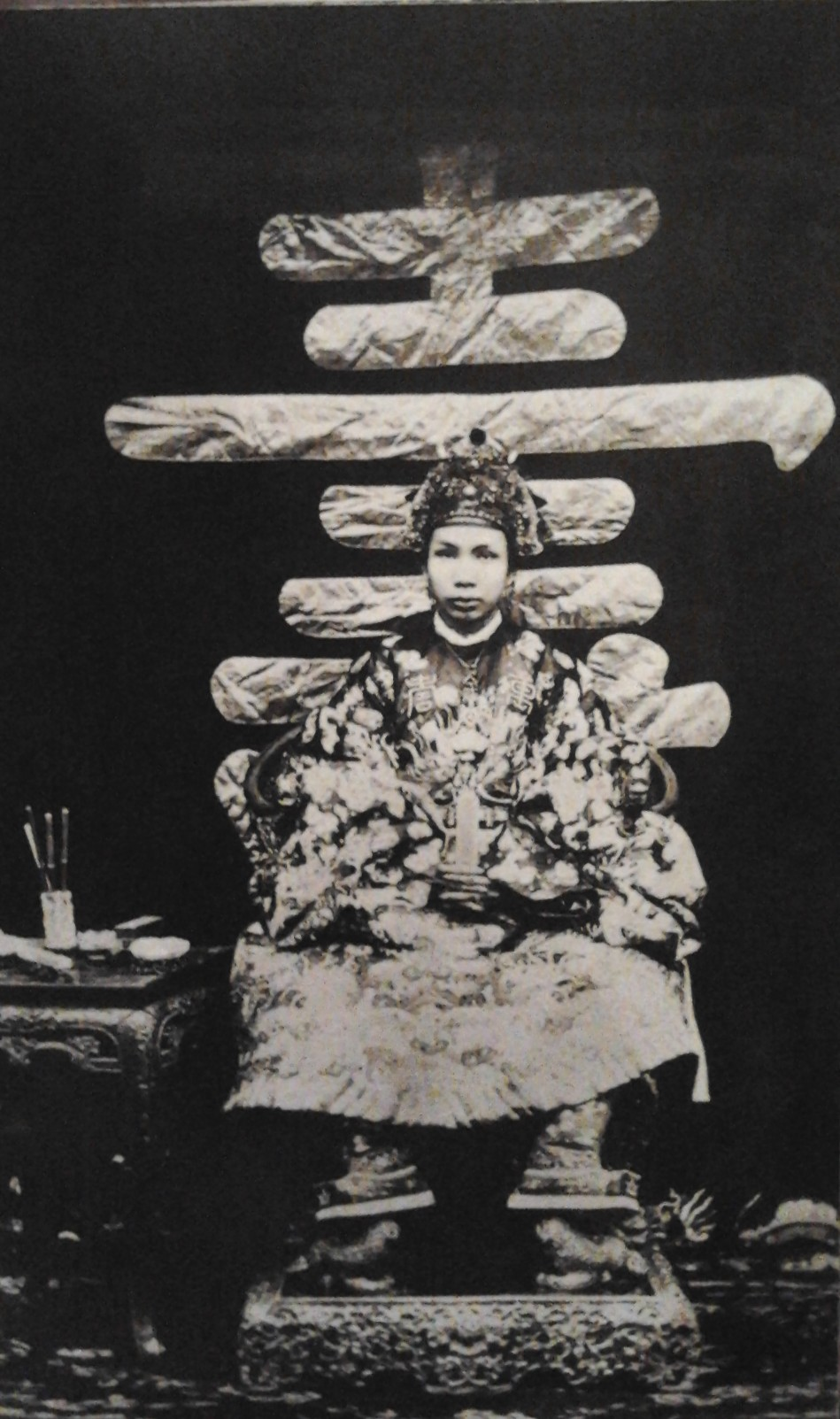
Intronisation du roi Dong Khanh, 1885
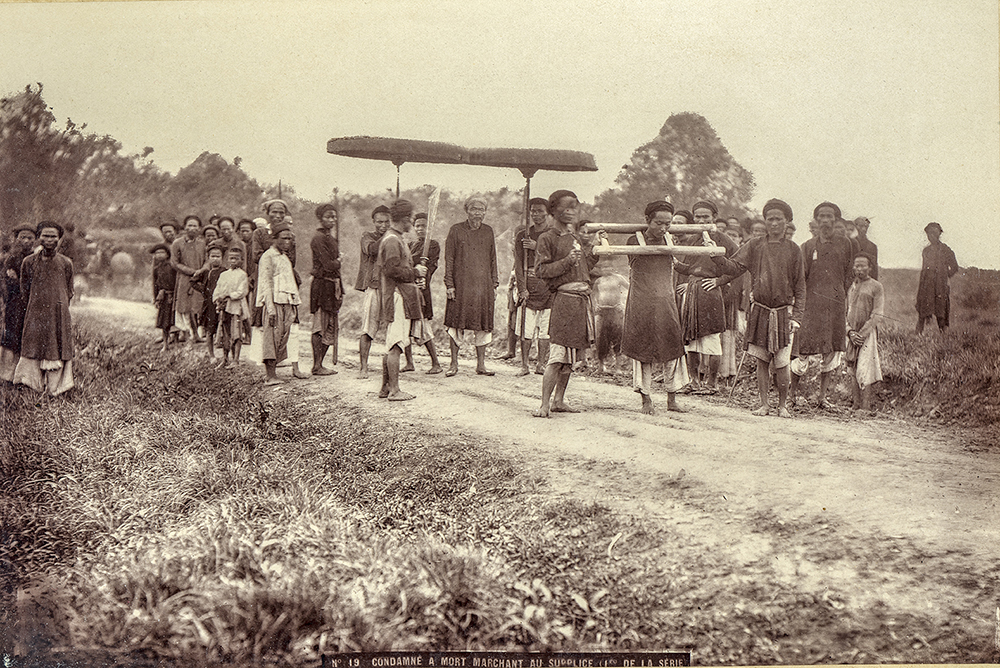
Condamné à mort marchant au supplice - 1883/1886

## Publications
- Une campagne au Tonkin, Paris, Hachette 1892[4]
- Le Tonkin : vues photographiques, Paris, Henry Cremnitz, 1883-1886
- L'Expédition de Madagascar, journal de campagne, Paris, Hachette, 1897[3]

Liste non exhaustive